# Teodor Romanić
Teodor Romanić   (Bjelovar, 4 de març de 1926 - Sarajevo, 28 de març de 2019) va ser director d'orquestra, compositor i professor universitari bosnià.

## Biografia
Es va graduar a l'Acadèmia de Música de Zagreb amb una llicenciatura en direcció el 1952. Després va treballar com a director de l'orquestra del Teatre Popular de Varaždin i, a partir de 1956, a l'Òpera del Teatre Popular de Sarajevo. Va dirigir altres orquestres, inclosa la Radio Orchestra of Radiotelevizija Sarajevo. Va ser temporalment president de la Unió d'Artistes de la Música de Iugoslàvia (Savez muzičkih umjetnika Jugoslavije).
Va ensenyar primer com a professor i més tard com a professor de direcció, orquestra, partitura i òpera a l'Acadèmia de Música de la Universitat de Sarajevo. 1962/63 i 1967 a 1971 va ser degà de l'acadèmia de música. Des de 1999 fou professor titular de l'Acadèmia de Música de la Universitat de Sarajevo Oriental.
Teodor Romanić va ser elegit membre corresponent de l'Acadèmia de Ciències i Arts de Bòsnia i Hercegovina el 2002 i membre numerari el 2008. Va rebre nombrosos premis, incloent la condecoració d'honor austríaca per la ciència i l'art.

## Família
- Teodor Romanić és el pare de la pianista Aleksandra Romaníć (1958).[4]

## Publicacions
- (amb Mirza Filipović): Tocant partitures i fent fragments de piano (Partiturspiel und Anfertigen eines Klavierauszuges), 1982
- (amb Muris Idrizović): Direcció (Dirigieren), 1987, ISBN 86-01-01060-1
- Música a Sarajevo, 2002